# Henry Grünbaum
Pour les articles homonymes, voir Grünbaum.
Henry Grünbaum, né le 27 novembre 1911 à Copenhague (Danemark) et mort le 5 janvier 2006, est un homme politique danois, membre des Sociaux-démocrates, ancien ministre et ancien député au Parlement (le Folketing).